# Байгільдіно (Нурімановський район)
Байгі́льдіно (рос. Байгильдино, башк. Байгилде) — село у складі Нурімановського району Башкортостану, Росія. Адміністративний центр Байгільдінської сільської ради.
Населення — 432 особи (2010; 429 у 2002).
Національний склад:
- татари — 68 %
- башкири — 30 %